# Kloster Casamari
Kloster Casamari (lat. Abbatia B.M.V. Casaemarii / Casamarium) ist eine Zisterzienserabtei im Latium, Italien. Es liegt in der Gemeinde Veroli in der Provinz Frosinone. In Casamari besteht auch eine Nonnenabtei der Kongregation von Anagni: Kloster Casamari (Nonnen).
Casamari ist das Ziel der dreizehnten Etappe des Pilgerwegs Benediktweg von Norcia über Subiaco nach Montecassino.

## Geschichte
Das Kloster wurde auf den Ruinen der Römerstadt Cereatae errichtet. Es hat seinen Namen (Casa Marii = Haus des Marius) von dem dort geborenen römischen Konsul Gaius Marius. Zunächst seit 1009 Kollegiatstift des Bistums Veroli, wandelte sich das Stift um 1030/1035 in eine Benediktinerabtei. Die Benediktiner wurden zwischen 1140 und 1152 durch Papst Eugen III. von Zisterziensern aus Kloster Clairvaux, einer der Primarabteien des Ordens, ersetzt. Tochterklöster von Casamari waren Kloster Sambucina (1160), Kloster Matina (1180), Kloster San Galgano (1218) und Kloster Sagittario sowie das Priorat von San Nicola di Agrigento (1219). 1183 verbrachte Joachim von Fiore einige Zeit in Casamari. Auf eine Blütezeit im 12. Jahrhundert folgte im 14. Jahrhundert der Niedergang. 1430–1850 war Casamari päpstliche Kommende. 1623 lebten bei Gründung der römischen Zisterzienserkongregation nur mehr acht Mönche im Kloster. Der Konvent wechselte 1717 zu den reformierten Zisterziensern nach dem Vorbild von La Trappe über. Am 13. Mai 1799 wurde das Kloster durch französische Truppen geplündert und der Prior Siméon Cardon mit 5 Mitbrüdern schließlich erschossen. Diese wurden 2020 als Märtyrer anerkannt. Von 1811 bis 1814 war es in der Zeit der französischen Herrschaft aufgehoben. 1861 wurde das Kloster von Truppen des Königreichs belagert und bombardiert. 1892 verließ die Trappistenkongregation Casamari. 1929 bildete Casamari eine eigene Zisterzienserkongregation, die einige Klöster errichtete oder wiederbesetzte, speziell in Äthiopien, woher der hier begrabene Ordenspriester Felix Maria Ghebre Amlak stammt.

## Anlage und Bauten

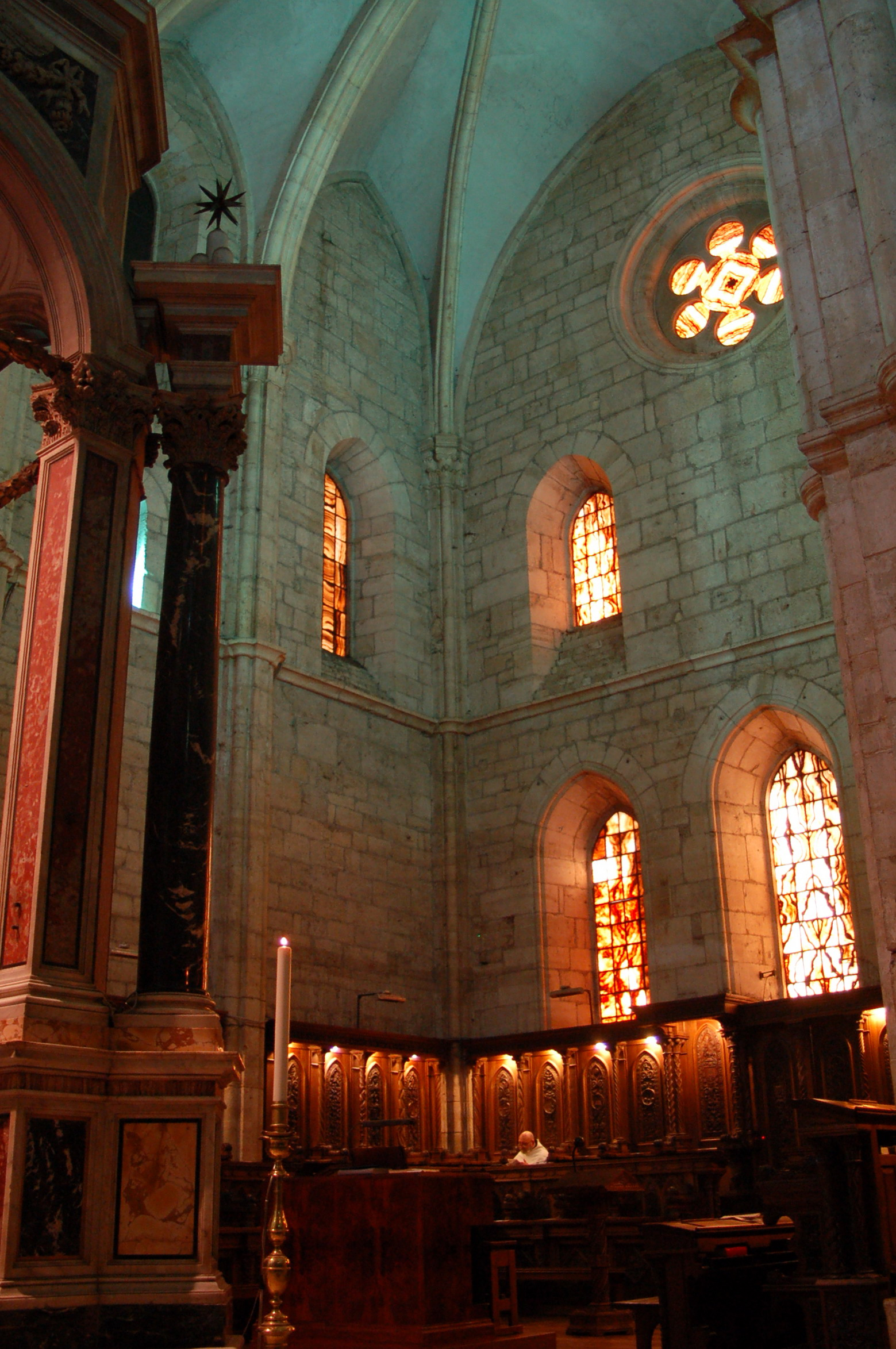
Chor der Abteikirche

Die im Jahr 1203 begonnene, kreuzrippengewölbte Kirche wurde 1217 geweiht. Es handelt sich um eine Anlage entsprechend dem bernhardinischen Plan in Form eines lateinischen Kreuzes. Den sieben rechteckigen Jochen des Langhausmittelschiffs entsprechen ebenso viele Joche der beiden schmalen Seitenschiffe. Der quadratische Chor hat die Breite des Mittelschiffs. Auf beiden Seiten des Querhauses öffnen sich östlich zwei rechteckige Kapellen. Im Westen des Querhauses befindet sich ein Seitenschiff. Das erste Langhausjoch wird von einem quadratischen Glockenturm überragt. Vor der Kirchenfassade liegt eine Vorhalle, zu der eine Treppe hinaufführt. Fassade, Chor und Seitenschiffe weisen jeweils Oculi auf. Die Klausur liegt südlich (rechts) von der Kirche. Der neunjochige Kapitelsaal auf der Ostseite hat eine von zwei Doppelöffnungen mit Spitzbögen flankierte Tür zum Kreuzgang; sein Spitzbogengewölbe ruht auf vier Pfeilern. Erhalten ist auch der Portalbau aus dem 13. Jahrhundert.
Die Kirche trägt den Titel einer Basilica minor.

## Bedeutende Stiftsangehörige

### Äbte von Kloster Casamari
- Prospero Colonna  (1410–1463), Kommendatarabt
- Annibale Albani (1682–1751), Kommendatarabt
- Eugenio Romagnuolo (2015–2020)[1]
- Loreto Camilli[2] seit 2020

### Märtyrer von Casamari
Folgende sechs Mönche wurden 1799 durch französische Truppen ermordet und 2021 seliggesprochen:
- Siméon Cardon
- Dominicus Zawřel
- Albertin Maisonade
- Zosimo Brambat
- Modeste Burgen
- Mathurin Pitri

### Übrige bedeutende Stiftsangehörige
- Felix Maria Ghebre Amlak (1895–1934), Initiator für den Zisterzienserordens in Äthiopien